# Dune (kaartspel)
Dune is een uitverkocht verzamelkaartspel geproduceerd door Last Unicorn Games en Five Rings Publishing Group, en later Wizards of the Coast. Het spel speelt zich af in het Duin-universum, gebaseerd op de boeken geschreven door Frank Herbert en plaatst twee of meer spelers tegen elkaar, die elk de controle hebben over een klein huis dat strijdt om toegang tot de Landsraad.

## Geschiedenis
Oorspronkelijk uitgebracht in 1997 als Dune: Eye of the Storm door een partnerschap van Five Rings Publishing Group (FRPG) en Last Unicorn Games. De licentie waarover werd onderhandeld met Herbert Estate en Universal Studios was gebaseerd op intellectueel eigendom op de film Dune uit 1984, geregisseerd door David Lynch. In december 1997 had de licentie betrekking op alle Duin-romans van Frank Herbert en het spel was gebaseerd op de eerste drie romans (Duin, Duin Messias en Kinderen van Duin).

## Spelregels
Spelers nemen de rol aan van kleine huizen die strijden om toegang tot de Landsraad. Ze worden hierbij gesponsord door een van de zes Grote Huizen/Facties (Huis Atreides, Bene Gesserit, Zusterschap, Huis Corrino, 
de Vrijmans, Huis Harkonnen en het Ruimtegilde), en moeten een thuiswereld kiezen, evenals een aantal unieke bondgenoten en holdings vormen hun imperiale kaartspel. Spelers hebben ook een huisdeck met niet-unieke kaarten die hun assistenten, personeel, uitrusting, plannen en tactieken vertegenwoordigen (willekeurige gebeurteniskaarten kunnen ook in het huisdeck worden opgenomen).